# 曼努埃尔·马丁内斯·巴莱罗球场
曼努埃尔·马丁内斯·巴莱罗球场（西班牙語：Estadio Manuel Martínez Valero）是一座位于西班牙巴伦西亚自治区埃尔切市的足球场，是埃尔切足球俱乐部的主场。球场以俱乐部功勋主席曼努埃尔·马丁内斯·巴莱罗命名，可以容纳33,732名观众。

## 图集

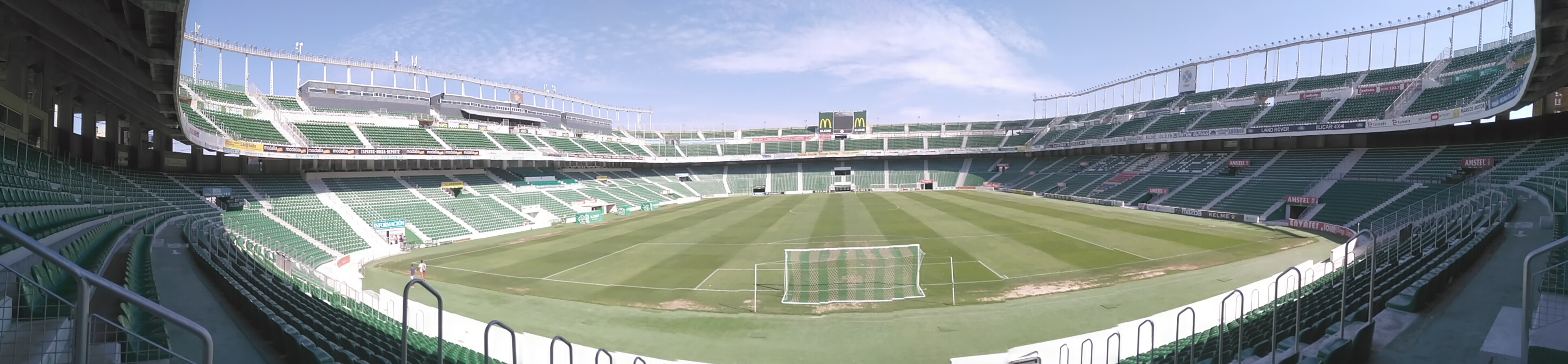
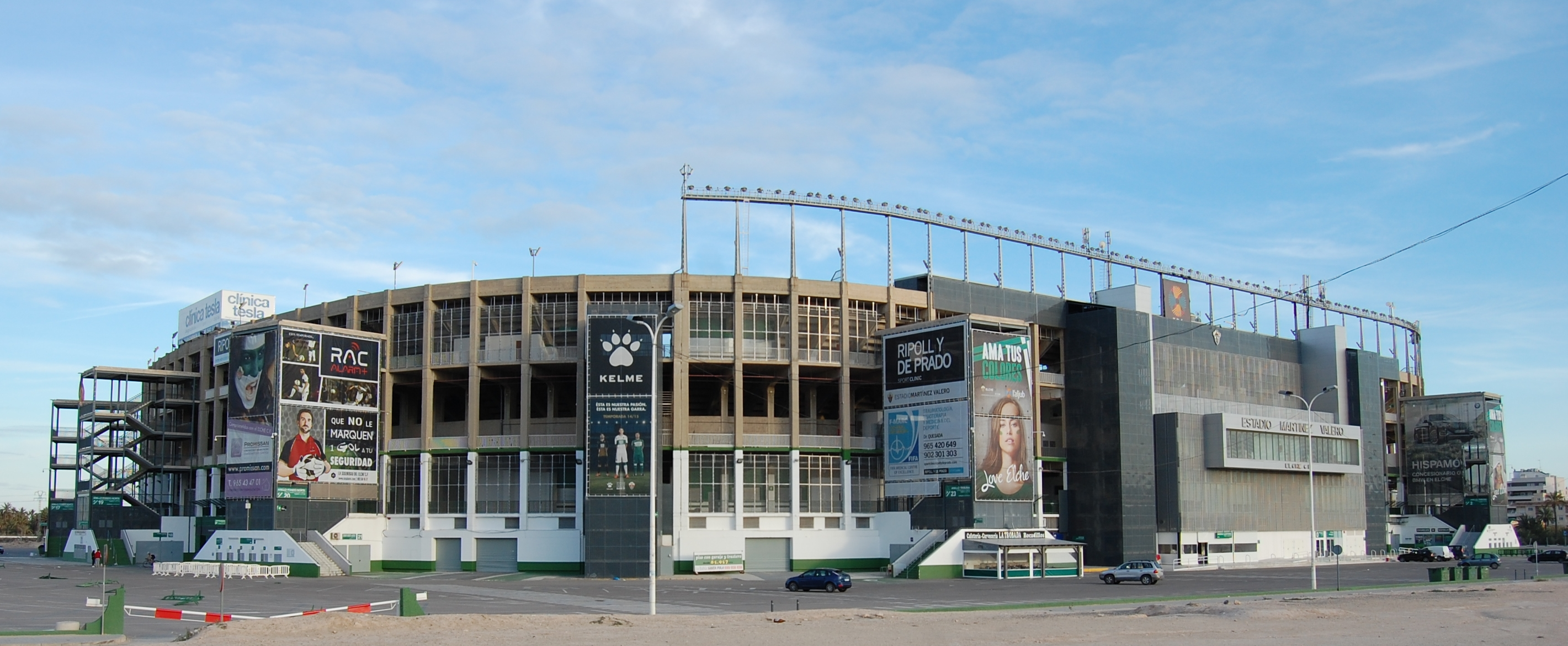
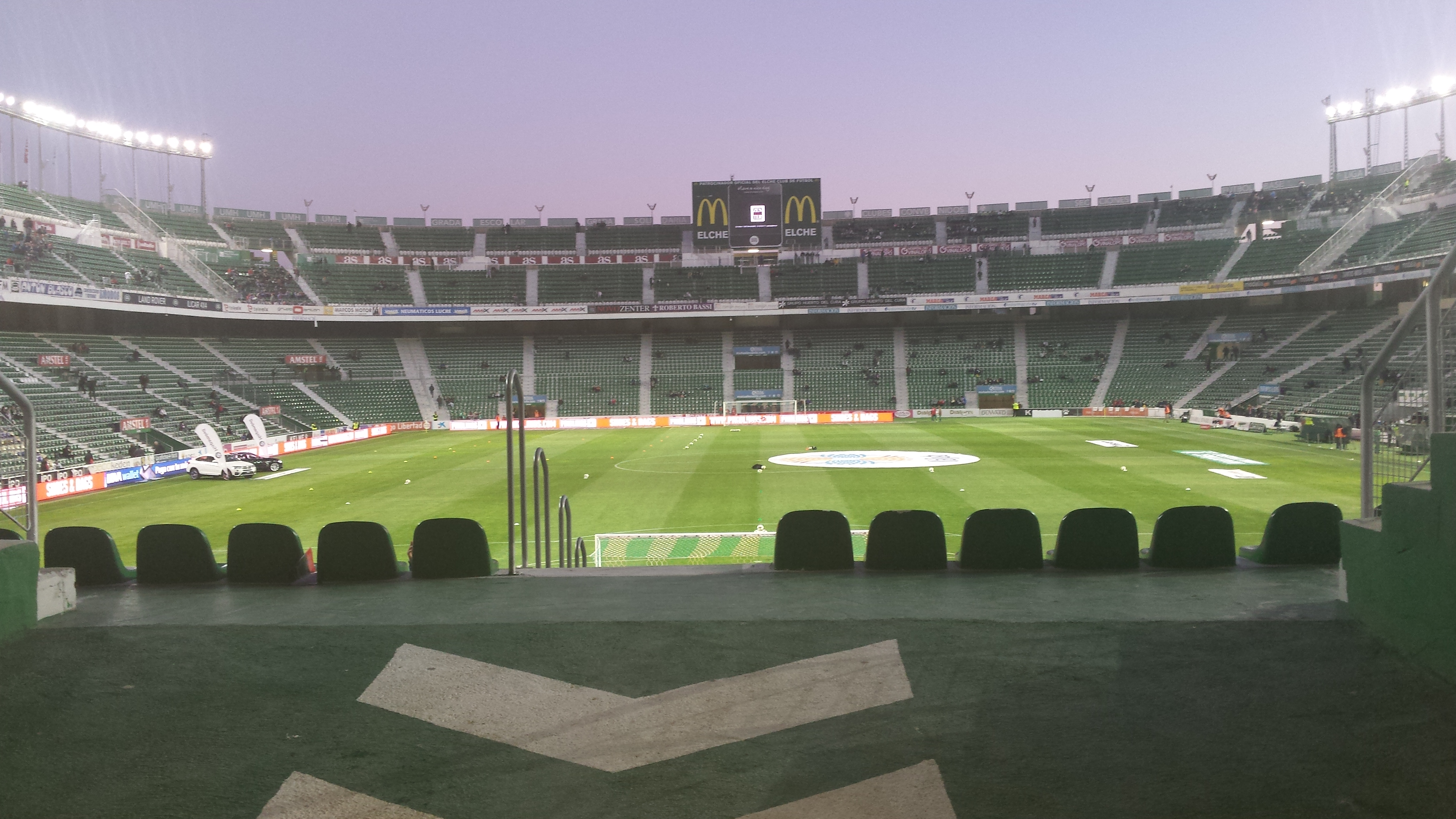
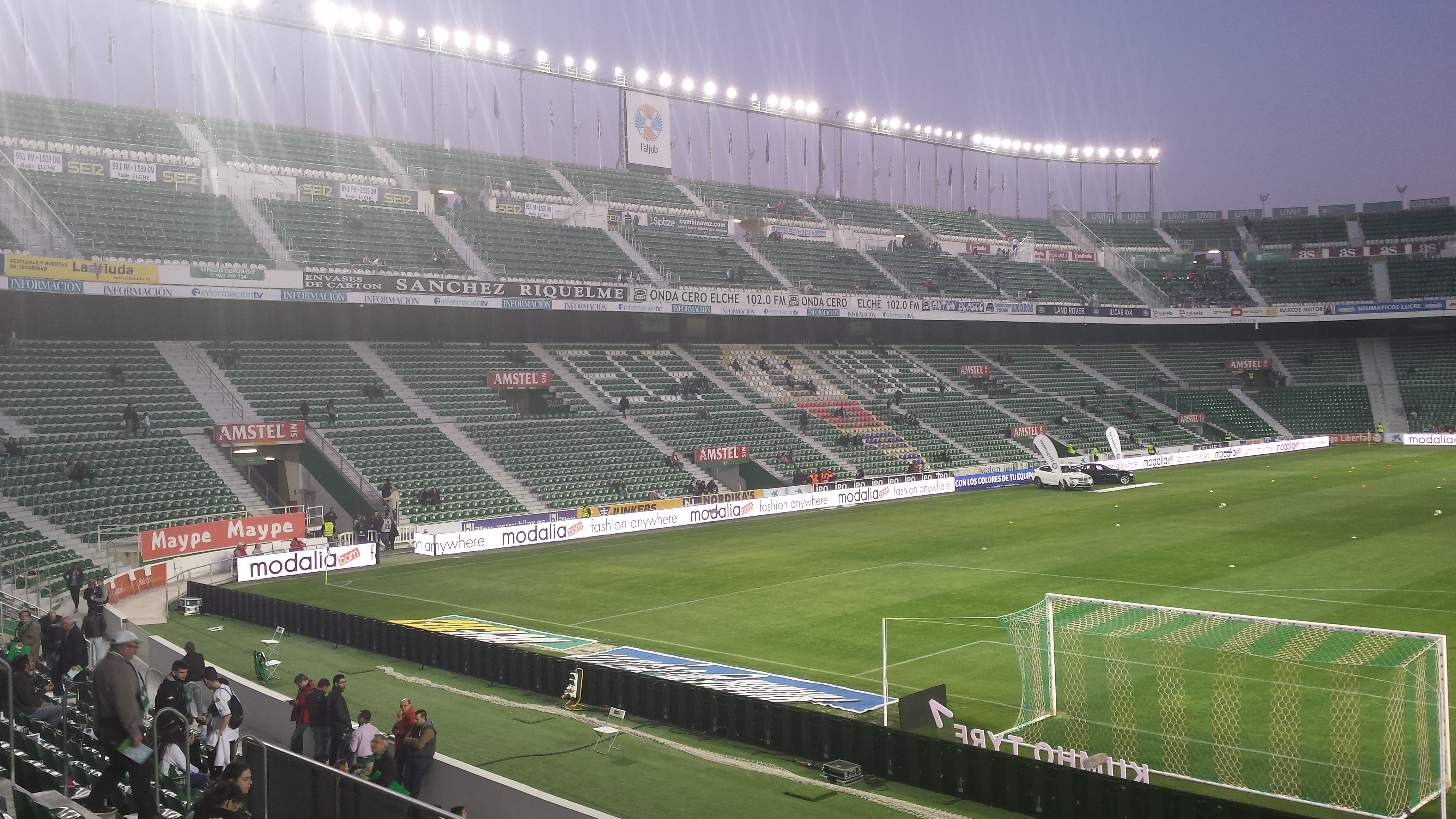
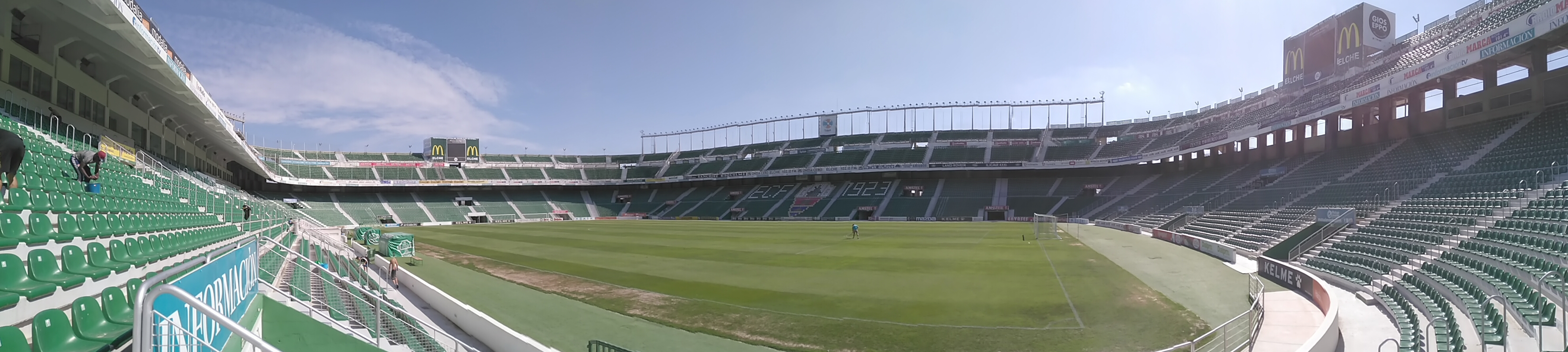
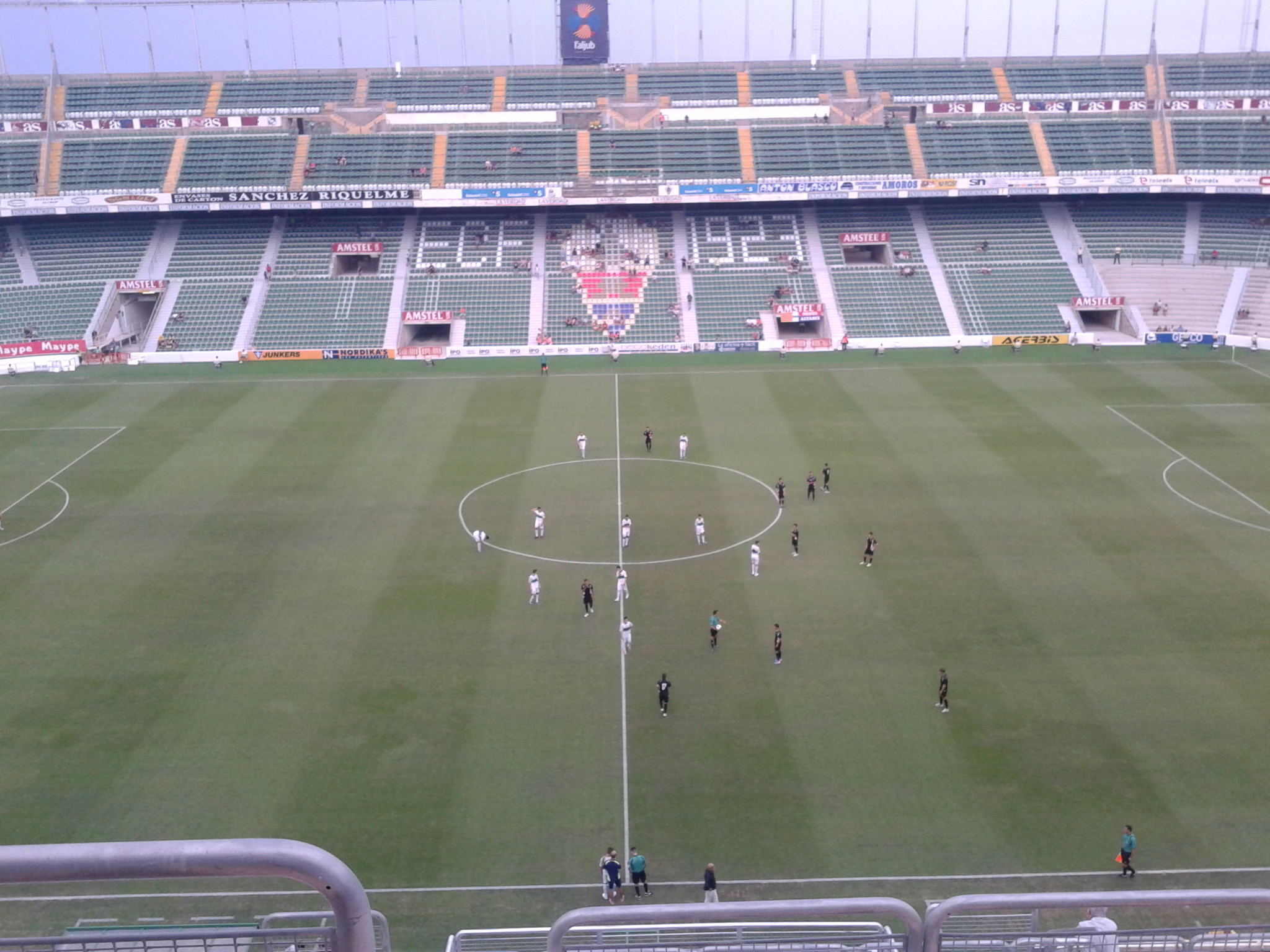
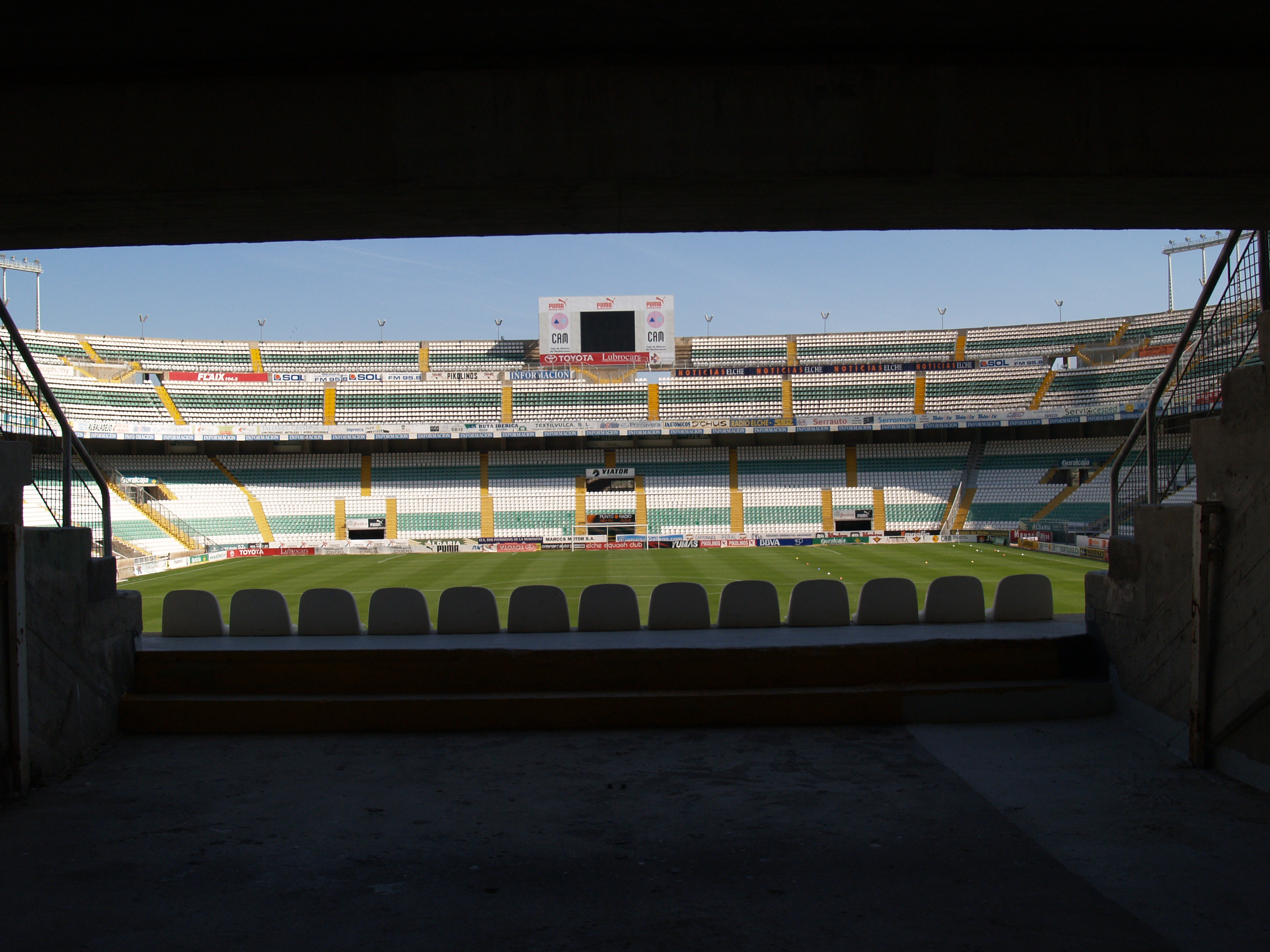

## 1982年世界杯足球赛
1982年世界杯，曼努埃尔·马丁内斯·巴莱罗球场举办了3场第一轮比赛。

### 第一轮
曼努埃尔·马丁内斯·巴莱罗球场举办了3场小组赛阶段第一轮的比赛。
| 1982年6月15日 | 匈牙利                                                                                             | 10–1 | 薩爾瓦多     | 埃尔切新埃尔切球场                        |
| 21:00 CEST    | - 尼洛希 4', 83' - 珀勒什凯伊 11' - 福泽考什 23', 54' - 托特 50' - 基什 69', 72', 76' - 森泰什 70' | 報告 | 拉米雷斯 64' | 入場人數： 23,000 ： 易卜拉欣·优素福·多伊 |

| 1982年6月19日 | 比利时   | 1–0  | 薩爾瓦多 | 埃尔切新埃尔切球场                   |
| 21:00 CEST    | 库克 19' | 報告 |          | 入場人數： 15,000 ： 马尔科姆·莫法特 |

| 1982年6月22日 | 比利时             | 1–1  | 匈牙利     | 埃尔切新埃尔切球场               |
| 21:00 CEST    | 切尔尼亚滕斯基 76' | 報告 | 沃尔高 27' | 入場人數： 37,000 ： 克莱夫·怀特 |